# 三维荧光等高线特征谱
三维荧光等高线特征谱为对三维荧光等高线指纹图谱进行图像信息统计后得到的一对特征谱（IEm和IEx），该对特征谱既含有三维荧光光谱中荧光峰位置的信息又含有峰相对强度大小的信息，能较好地表达原始三维荧光光谱的荧光性质。将其与模式识别技术结合起来可实现对荧光物质的分类和鉴别。